# Alan Campbell (scrittore)
Alan Campbell (Falkirk, 7 luglio 1971) è uno scrittore scozzese famoso per la trilogia Codice Deepgate, in cui mischia new weird, steampunk, dark fantasy e bangsian fantasy.

## Biografia
È nato e cresciuto a Falkirk, in Scozia; ha studiato informatica presso l'università di Edimburgo. Dopo la laurea ha lavorato come sviluppatore di videogiochi per alcune importanti case come la DMA Design, la Visual Sciences e la Rockstar. Ha collaborato in alcuni progetti come Body Harvest per Nintendo 64, Formula Uno 2000 per PlayStation e la serie di Grand Theft Auto per PC e PlayStation, per poi abbandonare il settore dei videogiochi e dedicarsi pienamente alla scrittura e alla fotografia.
Il suo romanzo di debutto è Il raccoglitore di anime (Scar Night), il primo della trilogia Codice Deepgate, pubblicato in Italia nel 2007 dalla casa editrice Nord. In seguito furono pubblicati anche gli altri due romanzi della trilogia, pubblicati in Italia dalla stessa casa editrice: Il dio delle nebbie (2008, Iron Angel) e Il dio delle anime (2010, The God of Clocks).
Ha pubblicato anche Lye Street, un prequel della saga di Deepgate, e i primi due volumi di The Gravedigger Chronicles, Sea of Ghosts e Art of Haunting.